# Ремедіос Лоса
Франсіска Ремедіос Лоса Альварадо (ісп. Francisca Remedios Loza Alvarado, знана як Чоліта Ремедіос; 21 серпня 1949, Ла-Пас, Болівія — 14 грудня 2018, там же) — болівійська ремісниця, телеведуча та політик. 1989 року стала першою жінкою-чоло, яка отримала місце в Палаті депутатів Болівії.

## Біографія

### Ранні роки та робота в журналістиці

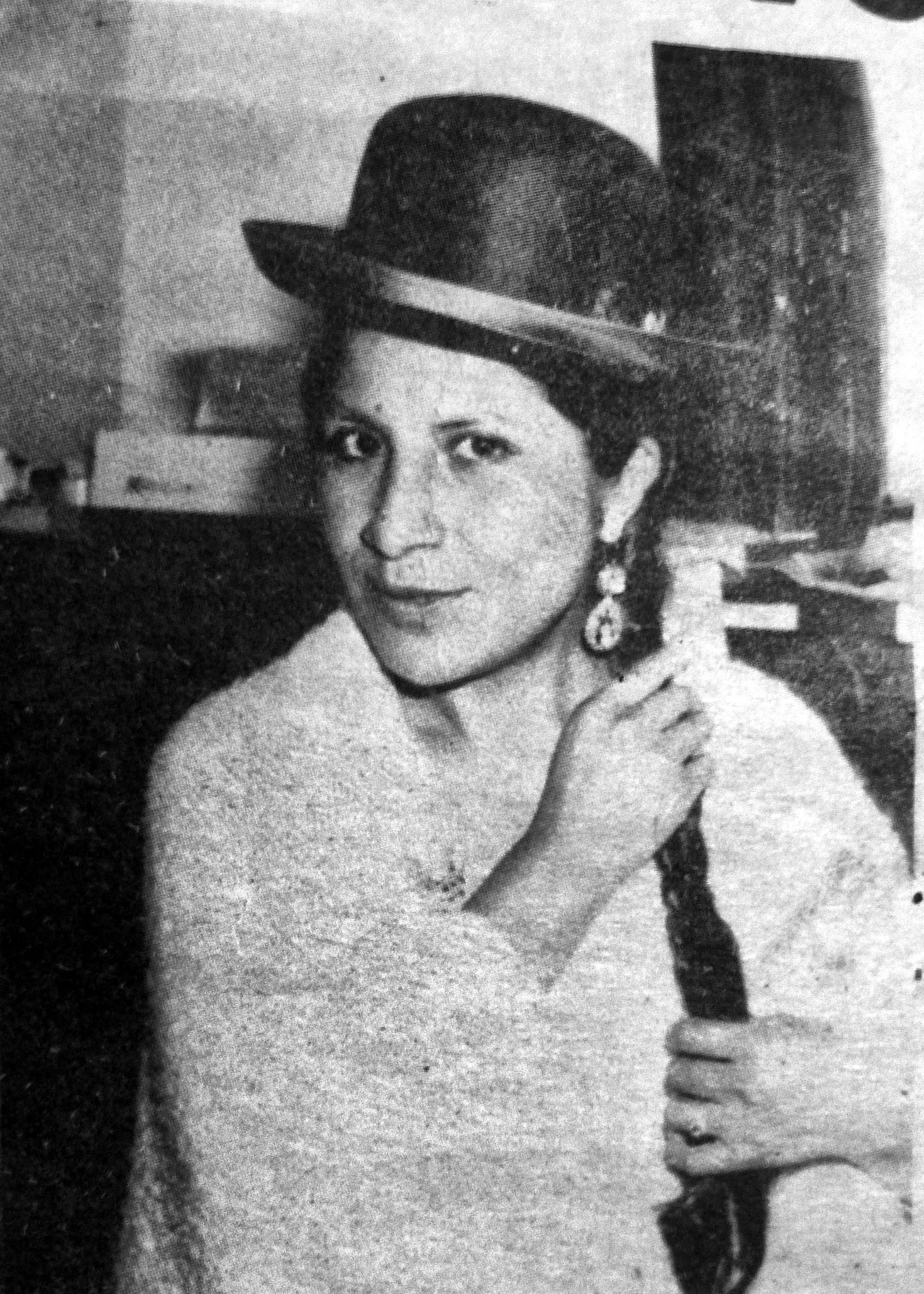
Ремедіос Лоса у 1970-х роках

Народилася в Ла-Пасі 21 серпня 1949 року в західній зоні міста Ла-Пас і була старшою з одинадцяти суродженців у сім'ї кравця, який володів швейною майстернею, і ремісниці, яка виготовляла вироби для ярмарку Аласіта. З дитинства Ремедіос також ткала витвори мистецтва (традиційні спідниці та ковдри) для цього ярмарку.
Вперше почувши по радіо свою рідну мову аймара у вересні 1965 року у 16 років, Лоса сама з'явилася на радіопередачі «Sabor a Tierra» на радіо Illimani, а пізніше стала радіо- та телеведучою. Її програма також пропонувала соціальну, юридичну та медичну допомогу незаможним. Працюючи у ЗМІ, познайомилася з Карлосом Паленке, який став її політичним наставником.

### Політична діяльність
Стала членкою лівопопулістської партії Паленке «Совість Вітчизни» (CONDEPA) і представляла Ла-Пас у парламенті з 1989 по 2002 рік. Іноді її вказують як першою жінкою корінного походження, яка отримала місце у Болівійському національному конгресі. Вона представляла Болівію на міжнародних заходах, пов'язаних з гендерними питаннями та питаннями корінних народів, як-от «Парламенти корінних народів Латинської Америки», президентом яких вона була 1992 року, та «Міжнародна жіноча зустріч» у Китаї. Крім того, взяла на себе відповідальність за «Жіночу комісію», де надавала підтримку жінкам усіх соціальних верств. Вона також подала законопроєкт про права домашніх працівниць.
Двічі балотувалася на президентських виборах від «Совісті Вітчизни»: як кандидат у віцепрезиденти за Паленке 1993 року і 1997 року як кандидат у президенти від партії, вже після смерті Паленке. На національних виборах 1997 року Лоса, яка стала першою жінкою-кандидаткою у президенти Болівії, посіла третє місце з 17,16 % голосів.
Після виборів приєдналася до так званої «мегакоаліції», але внутрішньопартійні конфлікти між Ремедіос Лоса та дочкою покійного Паленке Веронікою розділили партію на дві фракції як наслідок партію виключають з «мегакоаліції».

### Пізні роки
Після виходу з політики повернулася до ЗМІ, керуючи власною Андською комунікаційною системою. При цьому впродовж своєї кар'єри Лоса ніколи не переставала займатися народними промислами, щороку, попри брак часу через свої депутатські обов'язки, вона готувала мініатюрні капелюшки. 2006 року назавжди пішла з журналістики та повністю присвятила себе ремісничій роботі.
Її останній публічний виступ відбувся 7 листопада 2018 року, коли Багатонаціональні законодавчі збори Болівії відзначили її нагородою як першу представницю чоло, яка стала депутатом цієї країни. Незабаром, 14 грудня 2018 року, Лоса померла від раку шлунка. 17 грудня 2018 року в парламенті пройшла церемонія державного похорону.

## Визнання
2018 року ушанована Палатою депутатів Болівії орденом за демократичні заслуги. 2023 року нагородили званням улюблена дочка Ла-Паса.